# Los York’s
Los York’s waren eine peruanische Garage-Rock- und Beatband, die 1964 gegründet wurde. Sie waren die erste und wohl einflussreichste peruanische Band dieser Epoche. Als Garage-Beat-Band hatte sie eine eigene TV- und Radioshow El Show de los York’s. Sie gelten als erste Rockband Perus, die auf Spanisch sang.
Roman Palacios und Fred Aguilar gründeten die Band, der später Peace Walter beitrat. Auf MAG erschien die erste LP Los York’s 67. Damit begründeten sie ihren nationalen Ruhm. Im März 1971 ging die Band auseinander.

## Diskografie
Alben
- 1967: Los York’s 67
- 1968: Los York’s 68
- 1969: Los York’s 69
- 1969: Ritmo y Sentimiento